# 奧里希夫卡 (科諾托普區)
奧里希夫卡（烏克蘭語：Оріхівка），是烏克蘭東北部蘇梅州科諾托普區新斯洛博达市镇内的村庄。距離波切普齊和鲁德涅韦1公里，海拔高度149米，2001年人口20。